# 卡罗琳·贝尔托西

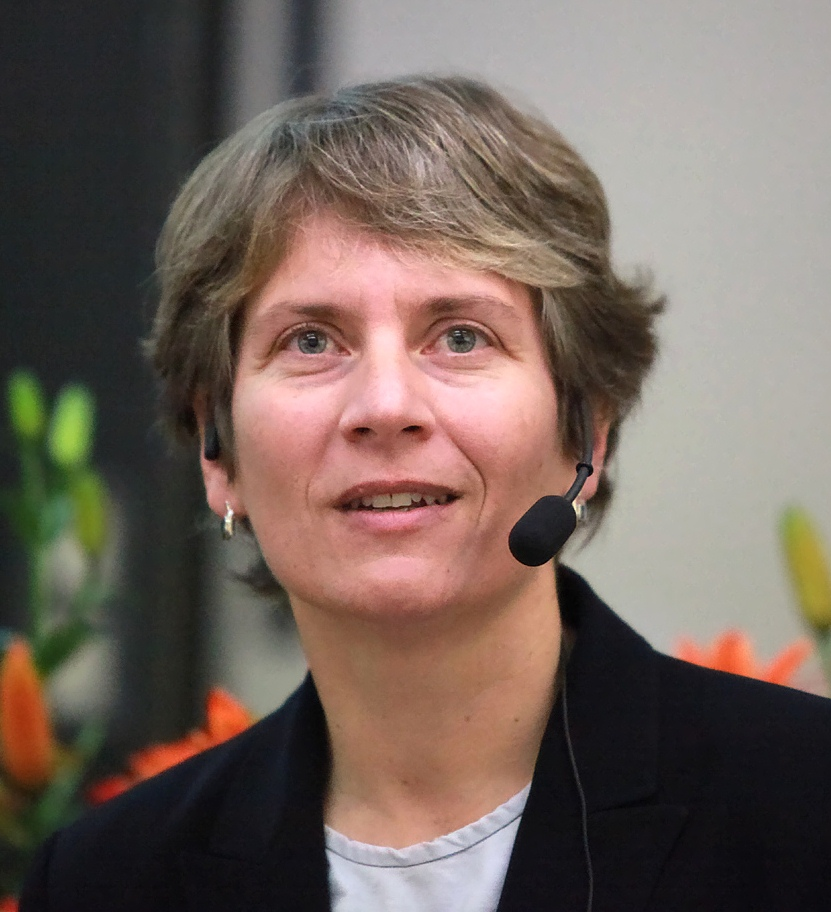
卡罗琳·贝尔托西

卡罗琳·露絲·贝尔托西（英語：Carolyn Ruth Bertozzi；1966年10月10日—），美国化学家，美国国家科学院院士，美国国家发明家科学院院士，美国国家科学院医学研究所会员，斯坦福大学Anne T.和Robert M. Bass人文和科学教授。此外，贝尔托西还是霍华德·休斯医学研究所的研究员和劳伦斯伯克利国家实验室的纳米科学研究中心「分子铸造」的前主任。以其跨越化学和生物学的广泛工作而闻名。她创造了术语“生物正交化学”来表示与生命系统兼容的化学反应。她最近的工作包括合成化学工具来研究称为聚糖的细胞表面糖，以及它们如何影响癌症、炎症和COVID-19等病毒感染等疾病。
她在33岁时就获得了麦克阿瑟天才奖。在2010年，她成为首位获得勒梅尔森-麻省理工学院奖的女性。2014年，贝尔托西成为美国化学会首个同行评审的开放获取期刊《ACS中心科学》的主编，该期刊的所有内容免费向公众提供。自2021年起她成为意大利猞猁之眼国家科学院的成员。作为学术界和科学界公开的女同性恋者，贝尔托齐一直是学生和同事的榜样。
在2022年，她與卡爾·巴里·沙普利斯、莫滕·梅爾達爾共同獲得諾貝爾化學獎，基於在生物正交化學與點擊化學上的傑出貢獻。

## 教育
卡罗琳·贝尔托西获得哈佛大学化学最高荣誉学士学位，她与乔·格拉博夫斯基（Joe Grabowski）教授合作设计和构建光声量热计。格拉博夫斯基对她的工作印象深刻，要求她就这个项目写一篇论文，并提交论文，贝尔托齐因而获得了托马斯·T·胡普斯本科论文奖和巨额奖金。在大学期间，她参加过多个乐队，还曾与讨伐体制乐团的吉他手汤姆·莫雷洛同一个乐队。1988年毕业之后，她曾在贝尔实验室和麻省综合医院短暂工作过一段时间。
贝尔托西在加州大学伯克利分校攻读化学博士学位，在Mark Bednarski教授的指导下研究寡糖类似物的化学合成。在伯克利期间，她发现病毒可以与体内的糖结合。这一发现开启了她的研究领域——糖生物学。在贝尔托齐研究生的第三年，Bednarski教授被诊断出患有结肠癌，这导致他离开学校并进入医学院改变自己的职业道路。贝尔托齐和实验室的其他成员在没有直接监督的情况下完成了他们的博士学位。

## 职业和研究
从伯克利分校获得博士学位后，贝尔托齐作为博士后在加州大学旧金山分校与史蒂文·罗森（Steven Rosen）教授课题组一起研究内皮寡糖促进炎症部位细胞粘附的活性。在研究中贝尔托齐能够修改活细胞壁中的蛋白质和糖分子，以便细胞接受植入物等外来物质。
在1996年，她成为加州大学伯克利分校的全职教员和劳伦斯伯克利国家实验室的教员科学家并担任分子铸造厂的主任。自2000年起，她成为霍华德·休斯医学研究所（HHMI）的研究员。1999年，在HHMI和伯克利工作期间，她创立了生物正交化学领域，并于2003年创造了该术语。这个新领域和技术允许研究人员对活体生物体中的分子进行化学修饰，而不中断细胞的过程。2015年，贝尔托齐转到斯坦福大学，加入ChEM-H 研究所。
贝尔托西的研究兴趣是癌症等基础疾病、关节炎等炎症性疾病以及结核病等传染病的糖生物学。她在（与细胞识别和细胞通讯密切相关的）细胞表面寡糖方面的研究处于学科前沿。她利用生物正交化学技术来研究糖萼，即围绕细胞膜的糖。她的发现推动了生物治疗领域的发展。她的实验室还开发了研究工具。其中一项发展是创造用于研究的化学工具生命系统中的聚糖。她的实验室开发的探测生物系统的纳米技术促使了2018年快速护理点结核病检测的发展。2017年，由于她的实验室发现了表面糖的连接，她受邀在斯坦福大学的TED大会中发表题为“细胞上的糖衣试图告诉你什么”的演讲。
在学术研究之外，她还获得了2007年的LGBT科学家年度奖。

### 生物技术初创公司
2001年，贝尔托齐和史蒂文·罗森在加利福尼亚州愛莫利維爾共同创立了Thios Pharmaceuticals，这是第一家针对硫酸化途径的公司。Thios Pharmaceuticals 于2005年解散。
2008 年，贝尔托齐在加利福尼亚州愛莫利維爾创立了自己的初创公司：Redwood Bioscience。Redwood Bioscience是一家使用SMARTag的生物技术公司，SMARTag是一种位点特异性蛋白质修饰技术，允许小药物附着在蛋白质上的位点上，可用于帮助对抗癌症。Redwood Bioscience于2014年被Catalent Pharma Solutions收购。贝尔托齐仍是该公司生物制剂部门顾问委员会的成员。
2014年，她在加利福尼亚州南旧金山与他人联合创立了Enable Biosciences。它专注于家庭诊断1型糖尿病，HIV和其他疾病的生物技术。
贝尔托齐于2015年成为马萨诸塞州沃尔瑟姆Palleon Pharma的联合创始人。Palleon Pharma专注于研究糖免疫检查点抑制剂作为癌症的潜在治疗方法。
2017年，贝尔托齐帮助创立了InterVenn Biosciences，该公司利用质谱法和人工智能来增强糖蛋白组学，以实现靶点和生物标记发现、卵巢癌诊断以及预测临床试验的成功和失败。
2018年她与他人共同创立了格雷斯科学基金会。该基金会致力于通过开发高效且廉价的疗法来治疗NGLY1缺乏症。
2019年，她与他人共同创立了OliLux Biosciences和Lycia Therapeutics。OliLux Biosciences开发了结核病检测的新方法。Lycia Therapeutics的成立是贝尔托齐的团队发现溶酶体靶向嵌合体（LYTAC）时发生的。新的分子类别可能能够降解一些心血管疾病和癌症靶标。Lycia Therapeutics专注于开发利用溶酶体靶向嵌合体（LYTAC）的技术。
贝尔托齐此前还曾在多家制药公司的研究顾问委员会任职，包括葛蘭素史克和礼来。

### 奖项和荣誉

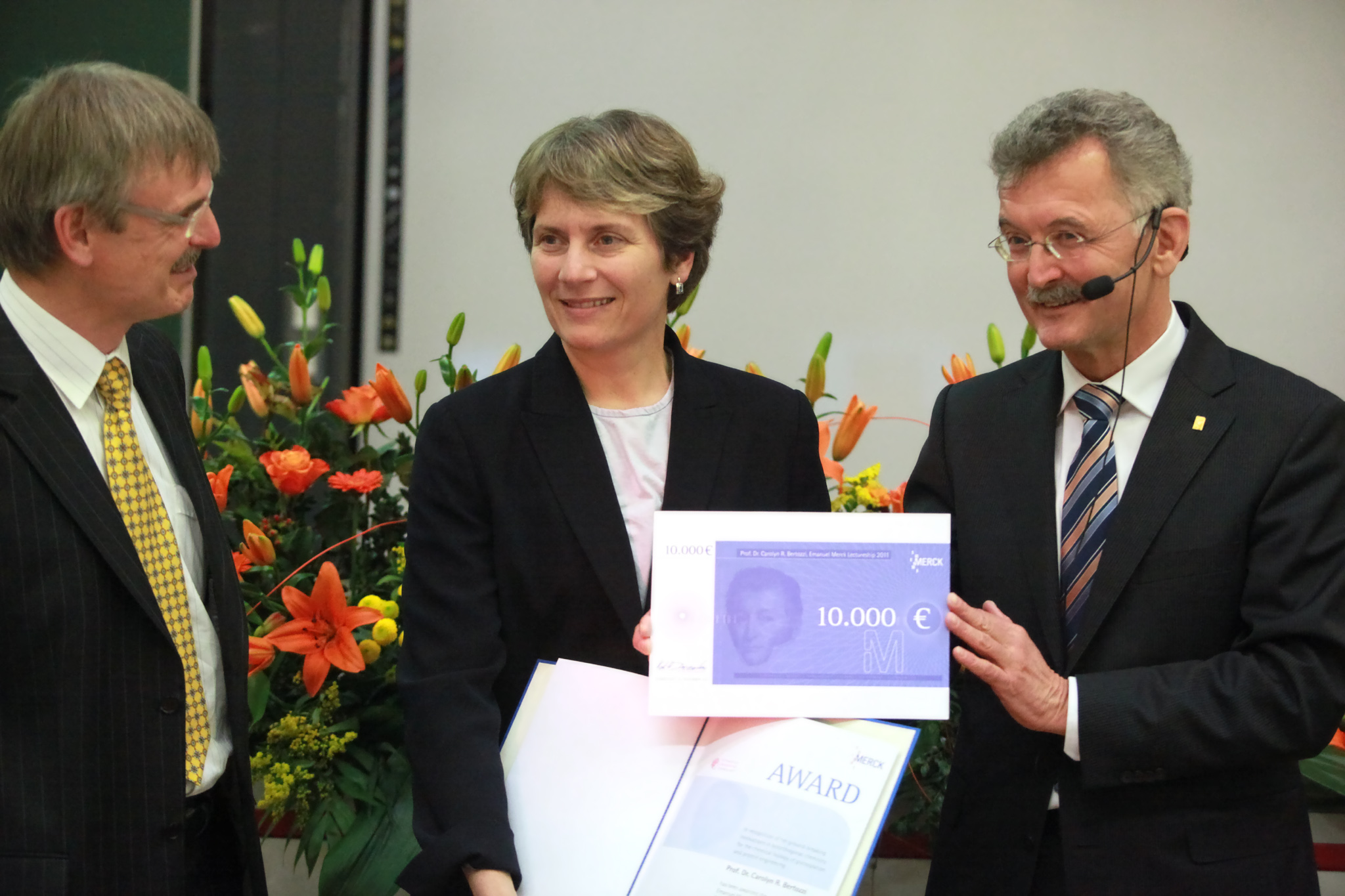
2011年卡罗琳·贝尔托齐获得伊曼纽尔·默克讲师奖

- 1987 – Phi Beta Kappa（英语：Phi Beta Kappa）[49]
- 1997 – 艾爾弗·斯隆基金會研究奖学金[50]
- 1997 – 碳水化合物化学领域的Horace S. Isbell奖[51]
- 1998 – 葛兰素威康学者奖[50]
- 1998 – 贝克曼青年研究者奖（英语：Beckman Young Investigators Award）[52]
- 1999 – 美国化学学会亚瑟·C·科普学者奖（英语：Arthur C. Cope Scholar Award）[53]
- 1999 – 卡米尔·德雷福斯教师学者奖[50]
- 1999 – 麦克阿瑟奖[54]
- 2000 – 美国青年科学家与工程师总统奖[55]
- 2000 – 默克学术发展计划奖[50]
- 2001 – 加州大学伯克利分校杰出教学奖[54]
- 2001 – ACS 纯化学奖（英语：ACS Award in Pure Chemistry）[50]
- 2001 – 唐纳德·斯特林·诺伊斯本科教学卓越奖[54]
- 2001 – 美國科學促進會会员。[56]
- 2002 – 蛋白质学会Irving Sigal青年研究员奖[57]
- 2003 – 美国文理科学院院士[58]
- 2005 – 美国国家科学院院士[54]
- 2005 –  TZ和Irmgard Chu化学杰出教授职位[59]
- 2007 – 恩斯特·先灵奖（英语：Ernst Schering Prize）[60]
- 2007 – 年度LGBTQ科学家奖 – 来自全国男女同性恋科学家和技术专业人员组织（英语：National Organization of Gay and Lesbian Scientists and Technical Professionals）[10][11]
- 2008 – 李嘉诚女性科学奖[57]
- 2008 – 罗伊·惠斯勒碳水化合物化学国际奖[61]
- 2008 – 利奥波第那科学院院士[62]
- 2008 – 威拉德·吉布斯奖（英语：Willard Gibbs Award）[63]
- 2009 – 威廉·H·尼科尔斯奖章（英语：William H. Nichols Medal）[64]
- 2009 – 哈里森·豪奖[65]
- 2010 – 勒梅尔森-麻省理工学院奖（英语：Lemelson–MIT Prize）[33]
- 2010 – 英国皇家化学学会 – 有机部门，生物有机化学奖
- 2011 – 美国国家医学院院士[66]
- 2011 – 生物有机和药物化学四面体青年研究员奖[67]
- 2011 – 伊曼纽尔·默克讲师奖（英语：Emanuel Merck Lectureship）[68]
- 2012 – 布朗大学荣誉科学博士学位[69]
- 2012 – 海因里希·维兰德奖（英语：Heinrich Wieland Prize）[70]
- 2013 – 当选美国国家发明家科学院院士[71]
- 2013 – 汉斯·布洛门达尔奖[72]
- 2015 – 加利福尼亚大学旧金山分校150周年杰出校友奖[73]
- 2017 – 亚瑟·C·科普奖（英语：Arthur C. Cope Award）[74]
- 2018 – 英国皇家学会外籍会员（ForMemRS）[75]
- 2020 – 约翰·J·卡蒂科学进步奖[76]
- 2020 – 未来化学索尔维奖[77]
- 2020 –  F. A. Cotton化学研究卓越奖[78]
- 2022 – 沃尔夫化学奖[79]
- 2022 – Dr H. P. Heineken生物化学和生物物理学奖（英语：Heineken Prizes）[80]
- 2022 – 迪克森医学奖（英语：Dickson Prize）[81]
- 2022 – 威爾許化學獎[82]
- 2022 – 乌特勒支大学Bijvoet生物分子研究中心奖[83]
- 2022 – 美國科學促進會终身导师奖。[56][84]
- 2022 – 诺贝尔化学奖
- 2023 – 罗杰·亚当斯奖[85]
- 2024 – 普里斯特利奖章

## 发表的著名论文与书籍
- Sletten, EM; Bertozzi, CR. . Angewandte Chemie International Edition in English. 2009, 48 (38): 6974–98. PMC 2864149 . PMID 19714693. doi:10.1002/anie.200900942.
- Mahal, Lara K.; Yarema, Kevin J.; Bertozzi, Carolyn R. . Science. 1997, 276 (5315): 1125–8. PMID 9173543. doi:10.1126/science.276.5315.1125.
- Bertozzi, Carolyn R.; Kiessling, Laura L. . Science. 2001, 291 (5512): 2357–64. Bibcode:2001Sci...291.2357B. PMID 11269316. S2CID 9585674. doi:10.1126/science.1059820.
- Saxon, Eliana; Bertozzi, Carolyn R. . Science. 2000, 287 (5460): 2007–10. Bibcode:2000Sci...287.2007S. PMID 10720325. S2CID 19720277. doi:10.1126/science.287.5460.2007.
- Prescher, Jennifer A.; Bertozzi, Carolyn R. . Nature Chemical Biology. 2005, 1 (1): 13–21. PMID 16407987. doi:10.1038/nchembio0605-13.
- Wang, Peng George; Bertozzi, Carolyn R. (编). . New York: Marcel Dekker. 2001. ISBN 978-0-8247-0538-1.
- Agard, Nicholas J.; Prescher, Jennifer A.; Bertozzi, Carolyn R. . Journal of the American Chemical Society. 2005, 126 (46): 15046–15047. PMID 15547999. doi:10.1021/ja044996f.
- Dube, DH; Bertozzi, CR. . Nature Reviews Drug Discovery. 2005, 4 (6): 477–88. PMID 15931257. S2CID 22525932. doi:10.1038/nrd1751.

## 个人生活
贝尔托齐1966年出生于美国波士顿，在马萨诸塞州列克星敦长大，父亲威廉·贝尔托西是意大利裔美国物理学家，麻省理工学院物理系教授。姐姐是加州大学洛杉矶分校的数学家安德里亚·贝尔托西。她的外祖父母来自加拿大新斯科舍省。
贝尔托齐和她的两个姐妹是在科学的陪伴下长大的。因为她们的父亲是一位物理学教授，当被问到她和她的姐妹们长大后想做什么时，答案一致：核物理学家。这三个女孩将参加麻省理工学院的夏令营，因为她们的父亲梦想着她们能够进入麻省理工学院，因为“既有自豪感，又有免费学费的承诺”。令威廉沮丧的是，卡罗琳转而进入哈佛大学，因为这所学校提供了科学之外的优势。
贝尔托齐曾短暂考虑过从事音乐事业。在高中时，她获得了多项音乐创作和音乐成就奖。她在鍵盤樂器上的天赋为她赢得了几所大学摇滚乐队的音乐专业录取通知书，但她觉得自己“始终以科学为中心”。1980年代贝尔托齐出柜公开自己为女同性戀。